# يو آه إن
يو آه إن (بالكورية: 유아인)‏ هو ممثل كوري جنوبي، ولد في 6 أكتوبر 1986 بدايغو في كوريا الجنوبية.

## الأعمال

### أفلام
| السنة | العنوان               | الدور       | م.          |
| ----- | --------------------- | ----------- | ----------- |
| 2015  | مخضرم                 | جو تاي-اوه  | [ 5 ]       |
| 2018  | احتراق                | لي جونغ-سو  | [ 6 ]       |
| 2020  | ما زلت على قيد الحياة | جون-وو      | [ 7 ]       |
| 2022  | نبض مدينة سول         | دونغ-ووك    | [ 8 ] [ 9 ] |
| 2025  | المباراة              | لي تشانغ هو | [ 10 ]      |

### مسلسلات
| السنة     | العنوان            | الدور                    | م.     |
| --------- | ------------------ | ------------------------ | ------ |
| 2010      | فضيحة سونغكيونكوان | مون جاي شين              | [ 11 ] |
| 2012      | ملك الأزياء        | كانغ يونغ غول            | [ 12 ] |
| 2014      | علاقة حب سرية      | لي سون جاي               | [ 13 ] |
| 2015–2016 | ستة تنانين طائرة   | يي بانغ وون              | [ 14 ] |
| 2016      | أحفاد الشمس        | صراف البنك ايوم هونغ شيك | [ 15 ] |
| 2021–2024 | الطريق إلى الجحيم  | جيونغ جين سو             | [ 16 ] |
| 2024      | وداعا كوكب الأرض   | ها يون-سانغ              | [ 17 ] |

## روابط خارجية
- يو آه إن على موقع IMDb (الإنجليزية)
- يو آه إن على موقع ألو سيني (الفرنسية)
- يو آه إن على موقع قاعدة بيانات الفيلم (الإنجليزية)